# El Durazno, Ixmiquilpan
El Durazno är en ort i Mexiko.   Den ligger i kommunen Ixmiquilpan och delstaten Hidalgo, i den sydöstra delen av landet, 120 km norr om huvudstaden Mexico City. El Durazno ligger 1 751 meter över havet och antalet invånare är 823.
Terrängen runt El Durazno är kuperad åt nordväst, men åt sydost är den platt. Runt El Durazno är det ganska tätbefolkat, med 96 invånare per kvadratkilometer. Närmaste större samhälle är Ixmiquilpan, 6,0 km söder om El Durazno. Trakten runt El Durazno består till största delen av jordbruksmark.